# حراك تشرين
حركة احتجاجات أكتوبر، المعروفة في العراق باسم حركة تشرين، هي حركة اجتماعية في العراق. ظهرت الحركة خلال الاحتجاجات العراقية 2019-2021 بالتزامن مع احتجاجات مماثلة في لبنان والسودان. كان المركز الرئيسي للاحتجاجات التي نظمتها الحركة هو ساحة التحرير ببغداد، مع احتجاجات أخرى جرت في البصرة والنجف.  بعد أشهر من الاحتجاجات، نجحت الحركة في إجبار حكومة رئيس الوزراء السابق عادل عبد المهدي على الاستقالة. 

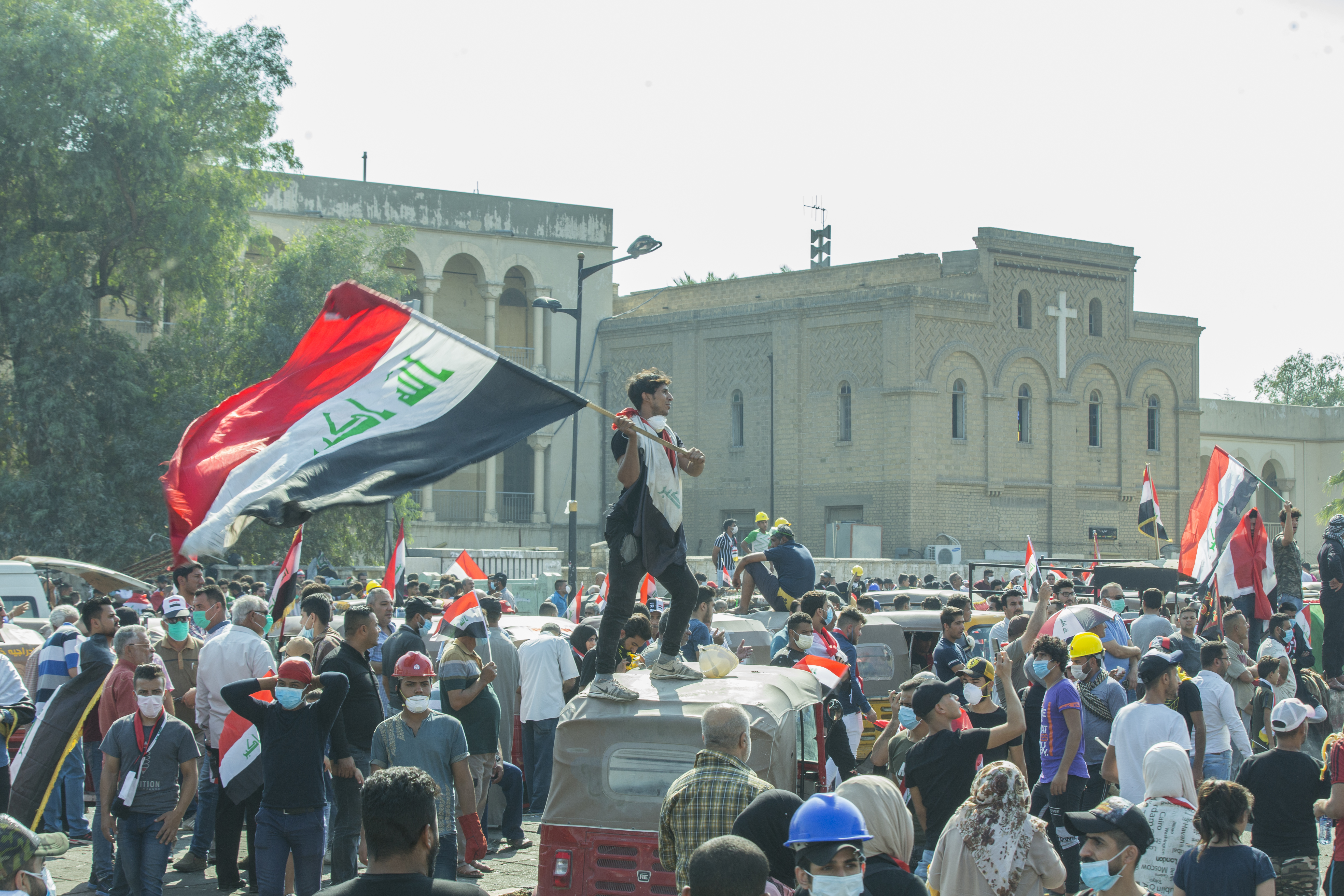
متظاهر عراقي يلوح بعلم العراق خلال المظاهرة.

## المطالب
بدأت المطالب المقدمة خلال الاحتجاجات بالدعوة إلى زيادة فرص العمل وتحسين الخدمات، فضلاً عن وضع حد للفساد الذي تم فرضه بموجب نظام المحاصصة - وهو ترتيب تقاسم السلطة العرقي الطائفي الذي شكل السياسة العراقية منذ عام 2003. وفي وقت لاحق، اجتمع المتظاهرون للدعوة إلى الإصلاح السياسي من خلال الانتخابات المبكرة.  وجد استطلاع أجراه مركز تمكين السلام في العراق أن 82٪ من العراقيين وافقوا على أن مكافحة الفساد كانت أولوية قصوى. 

## قمع

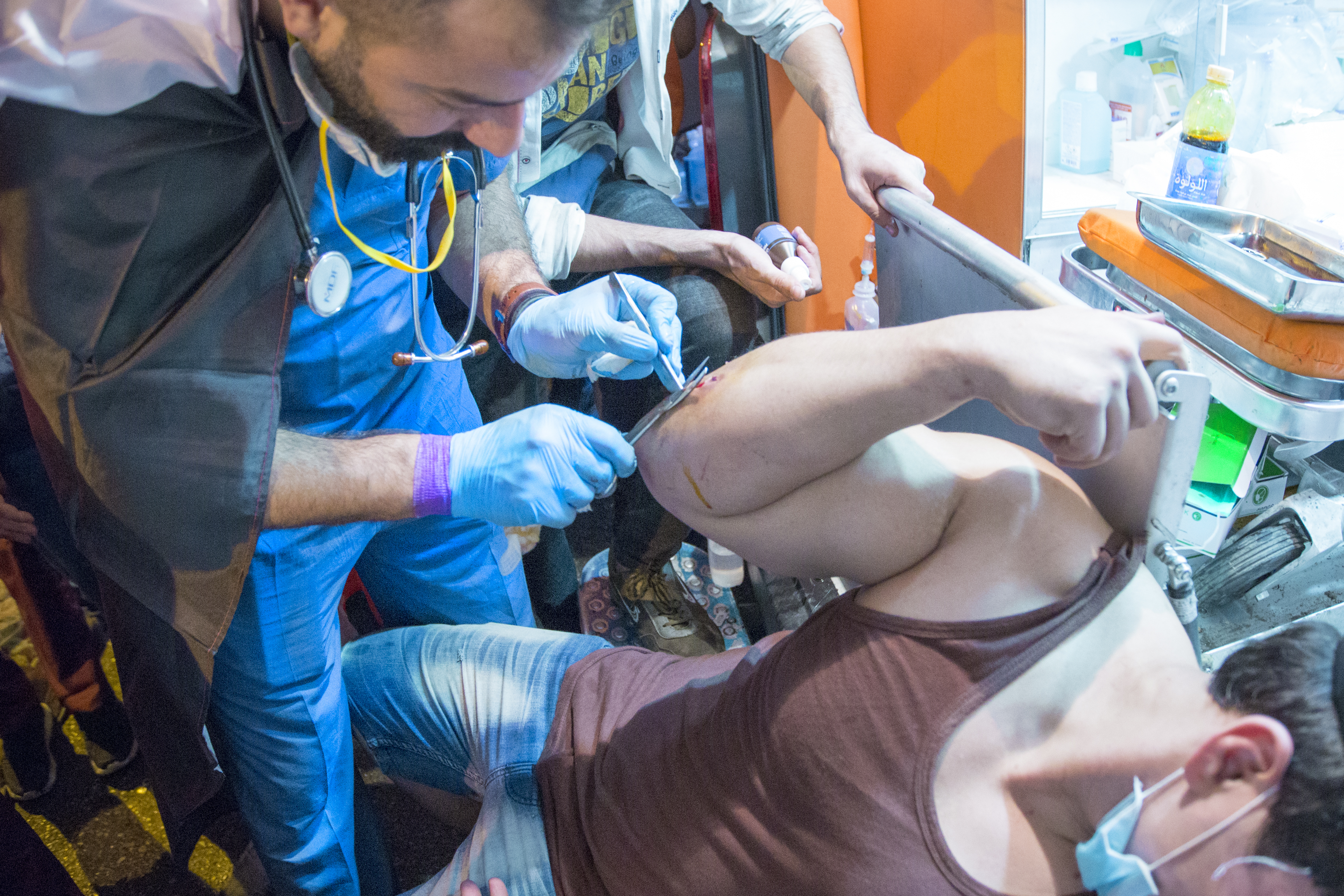
متظاهر يعاني من آثار الرصاص الحي.

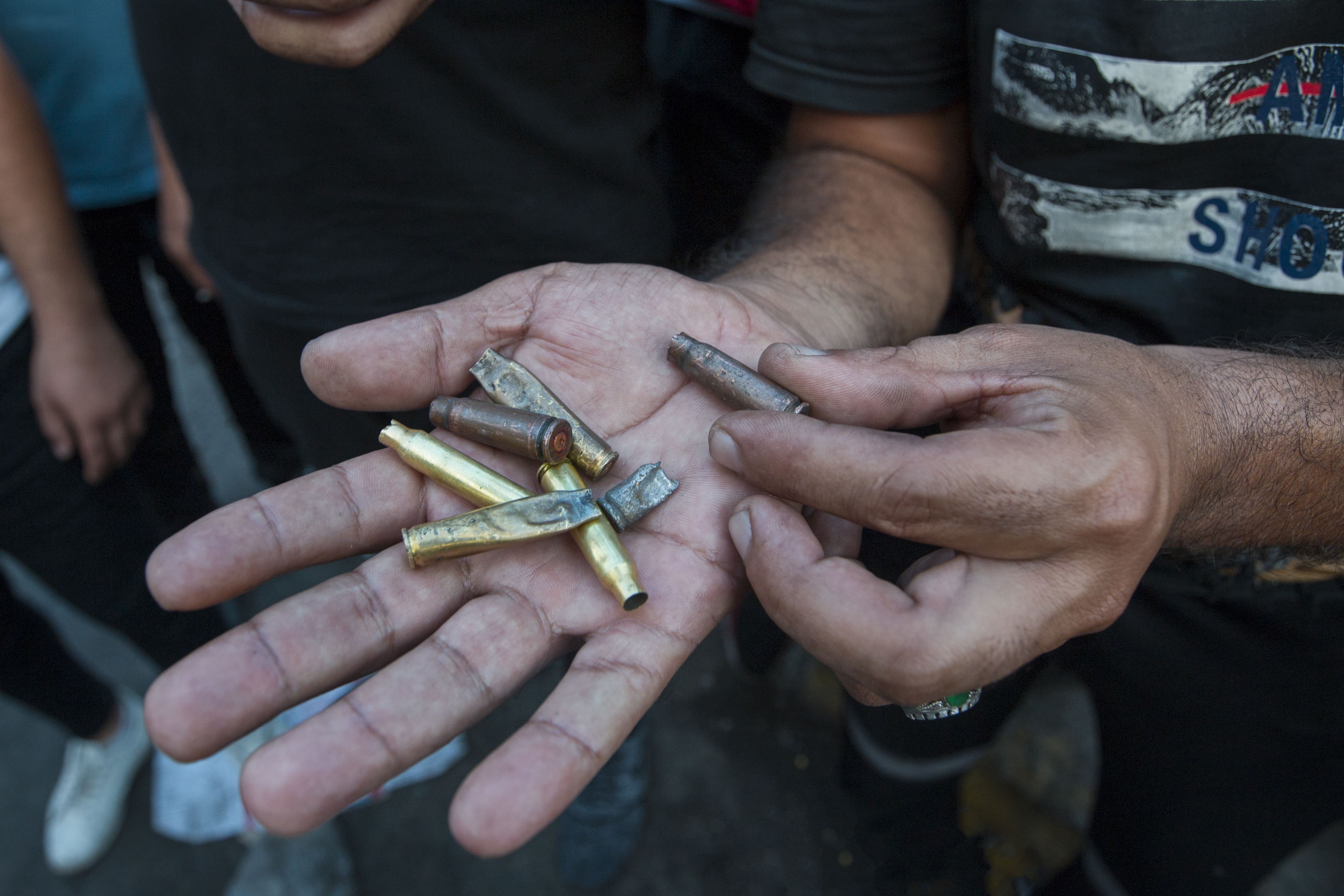
أغلفة الرصاص التي تستخدمها قوات الأمن الحكومية.

واجهت حركة تشرين قمعًا شديدًا من الحكومة العراقية برئاسة عادل عبد المهدي. ردّت قوات الأمن العراقية بعنف على المتظاهرين السلميين في عدة مناسبات، سواء في بغداد أو في المحافظات الجنوبية.  ردّت قوات الأمن بعنف منذ اليوم الأول للاحتجاجات، مستخدمةً الغاز المسيل للدموع والذخيرة الحية لتفريق المتظاهرين المناهضين للحكومة. وأكدت الحكومة أن أعمال العنف هذه كانت من تدبير مثيري الشغب. 
وتشير التقديرات إلى أن القمع العنيف خلال الأشهر الستة الأولى أسفر عن مقتل 600 شخص وإصابة 20 ألفًا بين المتظاهرين.  كما شاركت ميليشيات تابعة لقوات الحشد الشعبي في قمع حركة احتجاج أكتوبر.
تفاقمت المواجهة بين المتظاهرين وقوات الأمن بتدخل جهات خارجية. انحازت إيران إلى حكومة عبد المهدي والجماعات شبه العسكرية العراقية في معارضة حركة الاحتجاج، بعد أن استثمرت بكثافة في كليهما. دعمت الولايات المتحدة مطالب الحركة خطابيًا، منددة بالعنف الذي واجهه المتظاهرون.  أعرب العديد من المتظاهرين عن استيائهم من النفوذ الإيراني على قوات الأمن العراقية، مما غذى الاعتقاد بين الجماعات شبه العسكرية بأن الولايات المتحدة مسؤولة عن الاحتجاجات. 
أدت الاحتجاجات المتواصلة، التي طالبت بالمساءلة وتغيير قانون الانتخابات، إلى تدهور وضع عبد المهدي كرئيس للوزراء ، مما أجبره وحكومته في النهاية على التنحي. إلا أن عبد المهدي ظلّ رئيسًا للوزراء حتى ترشيح مصطفى الكاظمي خلفًا له. وقد تولى الكاظمي السلطة على وعد بمحاسبة قوات الأمن وتحديد موعد لإجراء انتخابات مبكرة.  أُعلن عن إجراء الانتخابات في يونيو/حزيران 2021، أي قبل عام من الموعد المقرر. 

## المشاركة السياسية
انقسم مؤيدو حركة تشرين بشأن قضية المشاركة السياسية. وطالب عدد كبير من النشطاء بمقاطعة الانتخابات الفيدرالية لمجلس النواب العراقي التي عقدت في أكتوبر 2021 معربين عن عدم ثقتهم في إمكانية التغيير الديمقراطي. وكان استخدام العنف السياسي من قبل الميليشيات تكتيكًا شائعًا ضد النشطاء المرتبطين بحركة احتجاج أكتوبر. اغتيل إيهاب الوزني، وهو ناشط ينظم الاحتجاجات ضد الحكومة في كربلاء ، في 9 مايو 2020.  واعتُقل قاسم مصلح، زعيم الميليشيا الذي يُعتقد على نطاق واسع أنه مسؤول عن الأمر بالاغتيال، لفترة وجيزة ولكن أُطلق سراحه بعد ذلك بوقت قصير عندما تعرضت الحكومة لضغوط من قوات الحشد الشعبي.  
تأسسَت عدة أحزاب سياسية جديدة استعدادًا لانتخابات أكتوبر، مُدّعيةً تمثيلها لحركة احتجاجات أكتوبر. تأسست حركة "امتداد" في يناير/كانون الثاني 2021 احتجاجًا على البطالة وفساد النخبة السياسية العراقية. يقود الحركة علاء الركابي، وهو ناشط من مدينة الناصرية برز خلال احتجاجات أكتوبر.  
كما سجّلت حركة " نازل حقي " الديمقراطية، ومنظمة "فاو-زاخو" ، ومنظمة تشرين الوطنية، أسماءها للانتخابات. وشاركت الأحزاب المرتبطة بحركة الاحتجاج بشكل رئيسي في المحافظات الجنوبية من العراق. ولم تسجّل حركة 25 أكتوبر، والبيت العراقي، ومنظمة قوى المعارضة، والبيت الوطني أسماءها للترشح نتيجةً للتهديدات التي وُجّهت للناشطين. 
دعا ناشطون آخرون إلى مقاطعة الانتخابات المبكرة التي طالبت بها الاحتجاجات. وخوفًا من أن تُضفي المشاركة فيها شرعية على عملية يعتقدون أنها معيبة ومزورة بطبيعتها، شجع هؤلاء الناشطون العراقيين على البقاء في منازلهم. 

### انتخابات أكتوبر
شهدت الانتخابات البرلمانية العراقية التي أُجريت في أكتوبر/تشرين الأول 2021 انخفاضًا قياسيًا في مستويات المشاركة السياسية بين الناخبين العراقيين. وبلغت نسبة المشاركة 43.54% على مستوى البلاد، وفقًا للمفوضية العليا المستقلة للانتخابات ، بينما بلغت نسبة الإقبال على التصويت 34% في بغداد.  وكانت هذه الانتخابات الأولى منذ تطبيق نظام التصويت الفردي غير القابل للتحويل، مما يُلزم الأحزاب بتقديم مرشحين استراتيجيين عبر 83 دائرة انتخابية.  
حققت الأحزاب المرتبطة بحركة تشرين أداءً جيدًا بشكل مفاجئ في المحافظات الجنوبية من العراق. تمكن حزب امتداد من الفوز بتسعة مقاعد في الناصرية، وجنوب وسط بابل، والنجف.  وتمكن حزب إشراقة كانون ، وهو حزب إسلامي مرتبط بالمرقد العباس في كربلاء، من الفوز بستة مقاعد في بابل، وكربلاء، وبغداد، والقادسية. وعلى الرغم من عدم انتمائه إلى حركة الاحتجاج، إلا أن هذا الحزب، الذي لم يكن معروفًا سابقًا، يدعي دعمه لنفس قيم المواطنة والحكومة المسؤولة. 

### تشرين في البرلمان
على الرغم من انتخاب العديد من المرشحين بناءً على ارتباطهم بحركة احتجاجات تشرين، إلا أن التعاون بين أعضاء البرلمان المستقلين كان صعبًا. عُقدت عدة اجتماعات في أوائل عام 2022 كان من المفترض أن تؤدي إلى تشكيل كتلة سياسية في البرلمان تمثل متظاهري تشرين. ومع ذلك، انقسم النواب المنتخبون حديثًا حول مسألة المشاركة في تشكيل الحكومة المقبلة. وتعرض أعضاء البرلمان لانتقادات لعدم استبعادهم المشاركة مع الأحزاب السياسية التي لا تحظى بدعم حركة الاحتجاج. ونتيجة لذلك، فشل المرشحون المستقلون حتى الآن في تشكيل كتلة برلمانية متماسكة تمثل مصالحهم. 
أشار المحلل السياسي العراقي، مهند فارس، إلى أن النواب المستقلين أصبحوا فعليًا صانعي ملوك. ونظرًا لعدم حصول التيار الصدري وإطار التنسيق الشيعي المدعوم من إيران على مقاعد كافية لتشكيل ائتلاف حاكم، بدأ النواب المستقلون بالانحياز إلى أي من الجانبين لقلب موازين القوى. 
أعلنت حركة الجيل الكردي الجديد وامتداد مع مجموعة من المستقلين عن تشكيل ''تحالف من أجل الشعب'' في 16 ديسمبر 2021.  يتكون التحالف من 18 نائبًا . خمسة نواب آخرين ترشحوا كمستقلين معًا يشكلون ''الكتلة الشعبية المستقلة''.   تم تشكيل كتلة من عشرة نواب من قبل إشراقات كانون مع بعض المرشحين المستقلين الآخرين.  لم ينضم جميع المستقلين المنتخبين خلال انتخابات أكتوبر إلى كتلة سياسية في البرلمان.
انقسم حزب امتداد داخليًا حول مسألة المشاركة السياسية مع الأحزاب السياسية القائمة. بعد أن صرّح الأمين العام للحزب، علاء الركابي، بدعم الحزب لإعادة انتخاب محمد الحلبوسي رئيسًا للبرلمان، استقالت نور علي نافع الجليحاوي من عضويتها في الحزب احتجاجًا.  وعند الانتخابات، كانت أصغر شخص يشغل مقعدًا برلمانيًا على الإطلاق. 
غادر خمسة أعضاء حركة امتداد في 19 مايو/أيار 2022 ليصبحوا أعضاءً مستقلين في البرلمان.  احتجاجًا على قيادة علاء الركابي للحزب. وفي اليوم التالي، أعفت الأمانة العامة لحركة امتداد الركابي من منصبه كأمين عام. 